# Грейс Мері Мугаса
Грейс Мері Мугаса (уроджена Мугіса; (1968 )) — угандійський політик, що обіймає посаду міністра державної служби (призначена на посаду 8 червня 2021 року президентом Йовері Кагута Мусевені).

## Передісторія та освіта
Грейс Мері Мугаса народилася в Мунтеме, район Хойма, Західна Уганда, в грудні 1968 року в родині Паскаля та Регіни Руканьянг. Вона має два дипломи з принципів сучасного менеджменту, управління продажами та маркетингу Коледжу професійного менеджменту, Велика Британія, а також ступінь бакалавра мистецтв у галузі демократії та досліджень розвитку та магістр мистецтв у галузі досліджень розвитку Університету мучеників Уганди, Нкозі. Мугаса також має сертифікат з розбудови спроможності місцевих політичних лідерів від ICLD, Шведського центру міжнародного розвитку та сертифікат про включення гендерних питань у місцеве самоврядування від Ізраїлю — MASHAV Golda Meir Center Mt Carmel.

## Кар'єра
Мугаса розпочала свою кар'єру вчителя в районі Кізірафумбі після отримання рівня O-Level у 1986 році. Після отримання двох дипломів із «Принципів сучасного менеджменту» та «Управління продажами та маркетингу», вона стала тренером спільноти з малого бізнесу та сама вела невеликий бізнес. У 2001 році вона приєдналася до активної політики, де змагалася, і була обрана жінкою-радником, що представляє Північний прихід у міській раді Хойма, район Хойма. Після переобрання у 2006 році вона обіймала цю посаду протягом 10 років. У липні 2010 року міську раду Хойми було підвищено до муніципального статусу, і вона була обрана першим мером муніципалітету Хойма в березні 2011 року, а пізніше переобрана в 2016 році.
На загальних виборах 2021 року, тодішній чинний мер, вона брала участь як незалежний кандидат після суперечливих виборів із суперечливими результатами; з трьома іншими кандидатами, де Браян Кабойо, прапороносець Національного руху Опору, став переможцем з 12 451 голосом, за ним слідує Мугаса з 12 298 голосами. Іншими кандидатами були Ден Кайджа з Народного конгресу Уганди (UPC), який набрав 315 голосів, Рашид Тумусіме з платформи національної єдності з 303 голосами та Вікліф Тумусіме, Форум демократичних змін (FDC), який опинився останнім з 215 голосами.
Грейс Мері змінила на посаді Девіда Карубангу, колишнього державного міністра і члена парламенту, який представляв Кігороб'я. До свого призначення була першою жінкою-мером муніципалітету Хойма, а в липні 2020 року населений пункт одержав статус міста .
Грейс також є одним із засновників Глобального парламенту мерів (GPM) у 2016 році і була другим віце-головою виконавчого комітету GPM до свого призначення міністром у червні 2021 року. Вона також була членом ради в різних Радах: HOFOKAM Ltd (мікрофінансова компанія); Рада комунікацій Хойма католицької єпархії; Business School Millennium; коледж Святого Андреа Каахви; Кітарська ЗОШ.

## Особисте життя
Грейс Мері одружена з Алоїзіусом Мугасою Адієрі, спеціалістом з адміністративних питань, який наразі є головою Національної ради лотерей та ігор Уганди — посаду, яку він обіймав після виходу на пенсію як керуючий директор Товариства Колпінга Уганди. Вона мати дорослих дітей та онуків, а також виступає опікуном багатьох дітей-сиріт. Інтересами Грейс є гендерна рівність та чисте довкілля.

## Спадщина
Протягом двох своїх термінів на посаді мера Мері Грейс Мугаса отримала визнання за свій «безглуздий» підхід до організованої урбанізації. Серед жителів міста вона отримала прізвисько «Залізна леді» Хойми і відома своєю нетерпимістю до безладу та сміття в місті, водночас виступаючи за правильні, добре сплановані будівельні процедури. Під час свого перебування на посаді мера Хойма пережила трансформацію через реконструкцію муніципальної/міської штаб-квартири, а також будівництво доріг за підтримки програми підтримки розвитку муніципальної інфраструктури Уганди (USMID), що фінансується за рахунок позики Світового банку-IDA. програма
Станом на березень 2022 року, майже через рік після її перебування на посаді, у місті Хойма будували дороги, відповідні запитам Грейс Мері до президента та безперервному лобіванню. Сюди входили дороги, що ведуть до та навколо великих центрів поклоніння — собору Богоматері Лурдської, Бужумбури, собору Святого Петра, мечеті Духага та Бвікья, Кінубі.